# Antonia van Luxemburg

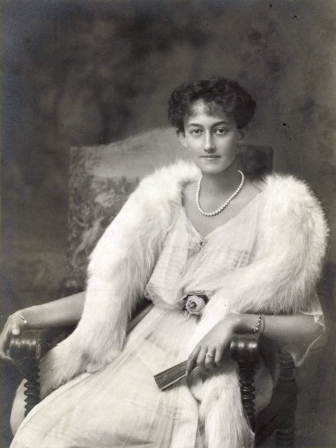
Antonia (1918)

Antonia Roberta Sophie Wilhelmina van Luxemburg (9 oktober 1899 - 31 juli 1954) was de vierde dochter van groothertog Willem IV van Luxemburg en Maria Anna van Bragança. 
Op 7 april 1921 trouwde zij met de Beierse kroonpretendent Rupprecht, die dertig jaar ouder was dan zij en al een eerder huwelijk achter de rug had. Als tegenstanders van het naziregime, waren zij gedwongen om in 1939 te vluchten naar Italië, en later naar Hongarije. Na de bezetting van Hongarije werden Antonia en haar kinderen gedeporteerd naar concentratiekamp Sachsenhausen, hoewel sommige bronnen spreken van Buchenwald. Later is zij naar Dachau getransporteerd en amper een maand later bevrijd.
Antonia overleed in Lenzerheide (Zwitserland). Haar lichaam werd bijgezet in de Santa Maria in Domnica te Rome, haar hart in de zogenaamde Genadekapel in het Beierse bedevaartsoord Altötting.
Het paar kreeg zes kinderen:
- Hendrik (28 maart 1922 – 14 februari 1958), trouwde met Anne-Marie de Lustrac (27 september 1927 – 16 augustus 1999)
- Irmgard (29 mei 1923 – 23 oktober 2010), trouwde met Lodewijk Karel van Beieren (22 juni 1913 – 17 oktober 2008)
- Edith (16 september 1924 – 4 mei 2013), trouwde met Tomasso Maria Brunetti (18 december 1905 – 13 juli 1954)
- Hilda (24 maart 1926 – 5 mei 2002), trouwde met Juan Bradstock Edgart Lockett de Loayza (30 maart 1912 – 8 december 1987)
- Gabriela (10 mei 1927 - 2019), trouwde met Karel Emmanuel Herzog von Croÿ (11 oktober 1914 – 1990)
- Sophie (20 juni 1935), trouwde met Johann Engelbert Prins van Arenberg (14 juli 1921 – 15 augustus 2011)

## Kwartierstaat
| Willem van Nassau (1792-1839) | Willem van Nassau (1792-1839) | Willem van Nassau (1792-1839) | Willem van Nassau (1792-1839) | Willem van Nassau (1792-1839)            | Willem van Nassau (1792-1839)            | Louise van Saksen-Hildburghausen (1794-1824) | Louise van Saksen-Hildburghausen (1794-1824) | Louise van Saksen-Hildburghausen (1794-1824) | Louise van Saksen-Hildburghausen (1794-1824) | Louise van Saksen-Hildburghausen (1794-1824) | Louise van Saksen-Hildburghausen (1794-1824) |                                     |                                     | Frederik Augustus van Anhalt-Dessau (1799-1864) | Frederik Augustus van Anhalt-Dessau (1799-1864) | Frederik Augustus van Anhalt-Dessau (1799-1864) | Frederik Augustus van Anhalt-Dessau (1799-1864) | Frederik Augustus van Anhalt-Dessau (1799-1864) | Frederik Augustus van Anhalt-Dessau (1799-1864) | Marie Louise van Hessen-Kassel (1814-1895)   | Marie Louise van Hessen-Kassel (1814-1895)   | Marie Louise van Hessen-Kassel (1814-1895) | Marie Louise van Hessen-Kassel (1814-1895) | Marie Louise van Hessen-Kassel (1814-1895) | Marie Louise van Hessen-Kassel (1814-1895) |  |  | Johan VI van Portugal (1767-1826) | Johan VI van Portugal (1767-1826) | Johan VI van Portugal (1767-1826) | Johan VI van Portugal (1767-1826) | Johan VI van Portugal (1767-1826)  | Johan VI van Portugal (1767-1826)  | Charlotte Joachime van Bourbon (1775-1830) | Charlotte Joachime van Bourbon (1775-1830) | Charlotte Joachime van Bourbon (1775-1830) | Charlotte Joachime van Bourbon (1775-1830) | Charlotte Joachime van Bourbon (1775-1830) | Charlotte Joachime van Bourbon (1775-1830) |                                     |                                     | Constantijn van Löwenstein-Wertheim-Rosenberg (1802–1838) | Constantijn van Löwenstein-Wertheim-Rosenberg (1802–1838) | Constantijn van Löwenstein-Wertheim-Rosenberg (1802–1838) | Constantijn van Löwenstein-Wertheim-Rosenberg (1802–1838) | Constantijn van Löwenstein-Wertheim-Rosenberg (1802–1838) | Constantijn van Löwenstein-Wertheim-Rosenberg (1802–1838) | Maria Agnes Henriette van Hohenlohe-Langenburg (1804–1835) | Maria Agnes Henriette van Hohenlohe-Langenburg (1804–1835) | Maria Agnes Henriette van Hohenlohe-Langenburg (1804–1835) | Maria Agnes Henriette van Hohenlohe-Langenburg (1804–1835) | Maria Agnes Henriette van Hohenlohe-Langenburg (1804–1835) | Maria Agnes Henriette van Hohenlohe-Langenburg (1804–1835) |  |  |  |  |  |  |  |  |  |  |  |  |  |  |  |  |  |  |  |  |  |  |  |  |  |  |  |  |  |  |  |  |  |  |  |  |  |  |  |  |  |  |  |  |  |  |  |  |
| Willem van Nassau (1792-1839) | Willem van Nassau (1792-1839) | Willem van Nassau (1792-1839) | Willem van Nassau (1792-1839) | Willem van Nassau (1792-1839)            | Willem van Nassau (1792-1839)            | Louise van Saksen-Hildburghausen (1794-1824) | Louise van Saksen-Hildburghausen (1794-1824) | Louise van Saksen-Hildburghausen (1794-1824) | Louise van Saksen-Hildburghausen (1794-1824) | Louise van Saksen-Hildburghausen (1794-1824) | Louise van Saksen-Hildburghausen (1794-1824) |                                     |                                     | Frederik Augustus van Anhalt-Dessau (1799-1864) | Frederik Augustus van Anhalt-Dessau (1799-1864) | Frederik Augustus van Anhalt-Dessau (1799-1864) | Frederik Augustus van Anhalt-Dessau (1799-1864) | Frederik Augustus van Anhalt-Dessau (1799-1864) | Frederik Augustus van Anhalt-Dessau (1799-1864) | Marie Louise van Hessen-Kassel (1814-1895)   | Marie Louise van Hessen-Kassel (1814-1895)   | Marie Louise van Hessen-Kassel (1814-1895) | Marie Louise van Hessen-Kassel (1814-1895) | Marie Louise van Hessen-Kassel (1814-1895) | Marie Louise van Hessen-Kassel (1814-1895) |  |  | Johan VI van Portugal (1767-1826) | Johan VI van Portugal (1767-1826) | Johan VI van Portugal (1767-1826) | Johan VI van Portugal (1767-1826) | Johan VI van Portugal (1767-1826)  | Johan VI van Portugal (1767-1826)  | Charlotte Joachime van Bourbon (1775-1830) | Charlotte Joachime van Bourbon (1775-1830) | Charlotte Joachime van Bourbon (1775-1830) | Charlotte Joachime van Bourbon (1775-1830) | Charlotte Joachime van Bourbon (1775-1830) | Charlotte Joachime van Bourbon (1775-1830) |                                     |                                     | Constantijn van Löwenstein-Wertheim-Rosenberg (1802–1838) | Constantijn van Löwenstein-Wertheim-Rosenberg (1802–1838) | Constantijn van Löwenstein-Wertheim-Rosenberg (1802–1838) | Constantijn van Löwenstein-Wertheim-Rosenberg (1802–1838) | Constantijn van Löwenstein-Wertheim-Rosenberg (1802–1838) | Constantijn van Löwenstein-Wertheim-Rosenberg (1802–1838) | Maria Agnes Henriette van Hohenlohe-Langenburg (1804–1835) | Maria Agnes Henriette van Hohenlohe-Langenburg (1804–1835) | Maria Agnes Henriette van Hohenlohe-Langenburg (1804–1835) | Maria Agnes Henriette van Hohenlohe-Langenburg (1804–1835) | Maria Agnes Henriette van Hohenlohe-Langenburg (1804–1835) | Maria Agnes Henriette van Hohenlohe-Langenburg (1804–1835) |  |  |  |  |  |  |  |  |  |  |  |  |  |  |  |  |  |  |  |  |  |  |  |  |  |  |  |  |  |  |  |  |  |  |  |  |  |  |  |  |  |  |  |  |  |  |  |  |
|                               |                               |                               |                               |                                          |                                          |                                              |                                              |                                              |                                              |                                              |                                              |                                     |                                     |                                                 |                                                 |                                                 |                                                 |                                                 |                                                 |                                              |                                              |                                            |                                            |                                            |                                            |  |  |                                   |                                   |                                   |                                   |                                    |                                    |                                            |                                            |                                            |                                            |                                            |                                            |                                     |                                     |                                                           |                                                           |                                                           |                                                           |                                                           |                                                           |                                                            |                                                            |                                                            |                                                            |                                                            |                                                            |  |  |  |  |  |  |  |  |  |  |  |  |  |  |  |  |  |  |  |  |  |  |  |  |  |  |  |  |  |  |  |  |  |  |  |  |  |  |  |  |  |  |  |  |  |  |  |  |
|                               |                               |                               |                               | Adolf van Luxemburg (1817-1905)          | Adolf van Luxemburg (1817-1905)          | Adolf van Luxemburg (1817-1905)              | Adolf van Luxemburg (1817-1905)              | Adolf van Luxemburg (1817-1905)              | Adolf van Luxemburg (1817-1905)              |                                              |                                              |                                     |                                     |                                                 |                                                 | Adelheid Marie van Anhalt-Dessau (1833-1916)    | Adelheid Marie van Anhalt-Dessau (1833-1916)    | Adelheid Marie van Anhalt-Dessau (1833-1916)    | Adelheid Marie van Anhalt-Dessau (1833-1916)    | Adelheid Marie van Anhalt-Dessau (1833-1916) | Adelheid Marie van Anhalt-Dessau (1833-1916) |                                            |                                            |                                            |                                            |  |  |                                   |                                   |                                   |                                   | Michaël I van Portugal (1802-1866) | Michaël I van Portugal (1802-1866) | Michaël I van Portugal (1802-1866)         | Michaël I van Portugal (1802-1866)         | Michaël I van Portugal (1802-1866)         | Michaël I van Portugal (1802-1866)         |                                            |                                            |                                     |                                     |                                                           |                                                           | Adelheid van Löwenstein-Wertheim-Rosenberg (1831-1909)    | Adelheid van Löwenstein-Wertheim-Rosenberg (1831-1909)    | Adelheid van Löwenstein-Wertheim-Rosenberg (1831-1909)    | Adelheid van Löwenstein-Wertheim-Rosenberg (1831-1909)    | Adelheid van Löwenstein-Wertheim-Rosenberg (1831-1909)     | Adelheid van Löwenstein-Wertheim-Rosenberg (1831-1909)     |                                                            |                                                            |                                                            |                                                            |  |  |  |  |  |  |  |  |  |  |  |  |  |  |  |  |  |  |  |  |  |  |  |  |  |  |  |  |  |  |  |  |  |  |  |  |  |  |  |  |  |  |  |  |  |  |  |  |
|                               |                               |                               |                               | Adolf van Luxemburg (1817-1905)          | Adolf van Luxemburg (1817-1905)          | Adolf van Luxemburg (1817-1905)              | Adolf van Luxemburg (1817-1905)              | Adolf van Luxemburg (1817-1905)              | Adolf van Luxemburg (1817-1905)              |                                              |                                              |                                     |                                     |                                                 |                                                 | Adelheid Marie van Anhalt-Dessau (1833-1916)    | Adelheid Marie van Anhalt-Dessau (1833-1916)    | Adelheid Marie van Anhalt-Dessau (1833-1916)    | Adelheid Marie van Anhalt-Dessau (1833-1916)    | Adelheid Marie van Anhalt-Dessau (1833-1916) | Adelheid Marie van Anhalt-Dessau (1833-1916) |                                            |                                            |                                            |                                            |  |  |                                   |                                   |                                   |                                   | Michaël I van Portugal (1802-1866) | Michaël I van Portugal (1802-1866) | Michaël I van Portugal (1802-1866)         | Michaël I van Portugal (1802-1866)         | Michaël I van Portugal (1802-1866)         | Michaël I van Portugal (1802-1866)         |                                            |                                            |                                     |                                     |                                                           |                                                           | Adelheid van Löwenstein-Wertheim-Rosenberg (1831-1909)    | Adelheid van Löwenstein-Wertheim-Rosenberg (1831-1909)    | Adelheid van Löwenstein-Wertheim-Rosenberg (1831-1909)    | Adelheid van Löwenstein-Wertheim-Rosenberg (1831-1909)    | Adelheid van Löwenstein-Wertheim-Rosenberg (1831-1909)     | Adelheid van Löwenstein-Wertheim-Rosenberg (1831-1909)     |                                                            |                                                            |                                                            |                                                            |  |  |  |  |  |  |  |  |  |  |  |  |  |  |  |  |  |  |  |  |  |  |  |  |  |  |  |  |  |  |  |  |  |  |  |  |  |  |  |  |  |  |  |  |  |  |  |  |
|                               |                               |                               |                               |                                          |                                          |                                              |                                              |                                              |                                              | Willem IV van Luxemburg (1852-1912)          | Willem IV van Luxemburg (1852-1912)          | Willem IV van Luxemburg (1852-1912) | Willem IV van Luxemburg (1852-1912) | Willem IV van Luxemburg (1852-1912)             | Willem IV van Luxemburg (1852-1912)             |                                                 |                                                 |                                                 |                                                 |                                              |                                              |                                            |                                            |                                            |                                            |  |  |                                   |                                   |                                   |                                   |                                    |                                    |                                            |                                            |                                            |                                            | Maria Anna van Portugal (1861-1942)        | Maria Anna van Portugal (1861-1942)        | Maria Anna van Portugal (1861-1942) | Maria Anna van Portugal (1861-1942) | Maria Anna van Portugal (1861-1942)                       | Maria Anna van Portugal (1861-1942)                       |                                                           |                                                           |                                                           |                                                           |                                                            |                                                            |                                                            |                                                            |                                                            |                                                            |  |  |  |  |  |  |  |  |  |  |  |  |  |  |  |  |  |  |  |  |  |  |  |  |  |  |  |  |  |  |  |  |  |  |  |  |  |  |  |  |  |  |  |  |  |  |  |  |
|                               |                               |                               |                               |                                          |                                          |                                              |                                              |                                              |                                              | Willem IV van Luxemburg (1852-1912)          | Willem IV van Luxemburg (1852-1912)          | Willem IV van Luxemburg (1852-1912) | Willem IV van Luxemburg (1852-1912) | Willem IV van Luxemburg (1852-1912)             | Willem IV van Luxemburg (1852-1912)             |                                                 |                                                 |                                                 |                                                 |                                              |                                              |                                            |                                            |                                            |                                            |  |  |                                   |                                   |                                   |                                   |                                    |                                    |                                            |                                            |                                            |                                            | Maria Anna van Portugal (1861-1942)        | Maria Anna van Portugal (1861-1942)        | Maria Anna van Portugal (1861-1942) | Maria Anna van Portugal (1861-1942) | Maria Anna van Portugal (1861-1942)                       | Maria Anna van Portugal (1861-1942)                       |                                                           |                                                           |                                                           |                                                           |                                                            |                                                            |                                                            |                                                            |                                                            |                                                            |  |  |  |  |  |  |  |  |  |  |  |  |  |  |  |  |  |  |  |  |  |  |  |  |  |  |  |  |  |  |  |  |  |  |  |  |  |  |  |  |  |  |  |  |  |  |  |  |
|                               |                               |                               |                               |                                          |                                          |                                              |                                              |                                              |                                              |                                              |                                              |                                     |                                     |                                                 |                                                 |                                                 |                                                 |                                                 |                                                 |                                              |                                              |                                            |                                            |                                            |                                            |  |  |                                   |                                   |                                   |                                   |                                    |                                    |                                            |                                            |                                            |                                            |                                            |                                            |                                     |                                     |                                                           |                                                           |                                                           |                                                           |                                                           |                                                           |                                                            |                                                            |                                                            |                                                            |                                                            |                                                            |  |  |  |  |  |  |  |  |  |  |  |  |  |  |  |  |  |  |  |  |  |  |  |  |  |  |  |  |  |  |  |  |  |  |  |  |  |  |  |  |  |  |  |  |  |  |  |  |
|                               |                               |                               |                               |                                          |                                          |                                              |                                              |                                              |                                              |                                              |                                              |                                     |                                     |                                                 |                                                 |                                                 |                                                 |                                                 |                                                 |                                              |                                              |                                            |                                            |                                            |                                            |  |  |                                   |                                   |                                   |                                   |                                    |                                    |                                            |                                            |                                            |                                            |                                            |                                            |                                     |                                     |                                                           |                                                           |                                                           |                                                           |                                                           |                                                           |                                                            |                                                            |                                                            |                                                            |                                                            |                                                            |  |  |  |  |  |  |  |  |  |  |  |  |  |  |  |  |  |  |  |  |  |  |  |  |  |  |  |  |  |  |  |  |  |  |  |  |  |  |  |  |  |  |  |  |  |  |  |  |
|                               |                               |                               |                               | Maria Adelheid van Luxemburg (1894-1924) | Maria Adelheid van Luxemburg (1894-1924) | Maria Adelheid van Luxemburg (1894-1924)     | Maria Adelheid van Luxemburg (1894-1924)     | Maria Adelheid van Luxemburg (1894-1924)     | Maria Adelheid van Luxemburg (1894-1924)     |                                              |                                              | Charlotte van Luxemburg (1896-1985) | Charlotte van Luxemburg (1896-1985) | Charlotte van Luxemburg (1896-1985)             | Charlotte van Luxemburg (1896-1985)             | Charlotte van Luxemburg (1896-1985)             | Charlotte van Luxemburg (1896-1985)             |                                                 |                                                 | Hilda van Luxemburg (1897-1979)              | Hilda van Luxemburg (1897-1979)              | Hilda van Luxemburg (1897-1979)            | Hilda van Luxemburg (1897-1979)            | Hilda van Luxemburg (1897-1979)            | Hilda van Luxemburg (1897-1979)            |  |  | Antonia van Luxemburg (1899-1954) | Antonia van Luxemburg (1899-1954) | Antonia van Luxemburg (1899-1954) | Antonia van Luxemburg (1899-1954) | Antonia van Luxemburg (1899-1954)  | Antonia van Luxemburg (1899-1954)  |                                            |                                            | Elisabeth van Luxemburg (1901-1950)        | Elisabeth van Luxemburg (1901-1950)        | Elisabeth van Luxemburg (1901-1950)        | Elisabeth van Luxemburg (1901-1950)        | Elisabeth van Luxemburg (1901-1950) | Elisabeth van Luxemburg (1901-1950) |                                                           |                                                           | Sophie van Luxemburg (1902-1941)                          | Sophie van Luxemburg (1902-1941)                          | Sophie van Luxemburg (1902-1941)                          | Sophie van Luxemburg (1902-1941)                          | Sophie van Luxemburg (1902-1941)                           | Sophie van Luxemburg (1902-1941)                           |                                                            |                                                            |                                                            |                                                            |  |  |  |  |  |  |  |  |  |  |  |  |  |  |  |  |  |  |  |  |  |  |  |  |  |  |  |  |  |  |  |  |  |  |  |  |  |  |  |  |  |  |  |  |  |  |  |  |